# Палкино (Лухский район)
Палкино — деревня в Лухском районе Ивановской области. Входит в состав Тимирязевского сельского поселения.

## География
Находится в восточной части Ивановской области на расстоянии приблизительно 5 км на север по прямой от районного центра поселка Лух на левобережье реки Лух.

## История
В 1872 году здесь (тогда Юрьевецкий уезд Костромской губернии) было учтено 12 дворов, в 1907 году — 24.

## Население
Постоянное население составляло 44 человека (1872 год), 114 (1897), 114(1907), 1 в 2002 году (русские 100 %), 0 в 2010.